# بوف شاخدار بزرگ
بوف شاخدار بزرگ (نام علمی: Bubo virginianus) نام یک گونه از سرده بوف‌ها است که ساکن قاره آمریکا است. رژیم غذاییش معمولاً خرگوشان، موش و ول‌هاست که البته گاهی جوندگان، پستانداران کوچک و متوسط، پرندگان، خزندگان، دوزیستان و بی‌مهرگان را نیز شکار می‌کند. بوف شاخدار بزرگ به شاه‌بوف از نظر خویشاوندی نزدیک است.